# شلیک اخطار
شلیک اخطار (انگلیسی: Warning shot) در زمینه‌های نیروی نظامی و پلیس، شلیک هشدار، یا شلیک گلوله‌ای عمداً بی‌ضرر توپخانه‌ای است که هدف آن اجرای دستور و اطاعت مستقیم به یک عامل متخاصم یا نیروهای دشمن است. این به عنوان سیگنال دهنده درگیری‌های مورد نظر در زمین، دریا و هوا شناخته می‌شود.